# Sebastian Ziani
Sebastiano Ziani was een bekende en 37e doge van Venetië. Hij bekleedde dit ambt tussen 1172, zijn verkiezingsdatum, en 1178. Ziani was een van de grootste vooruitdenkers die Venetië ooit gehad heeft.

## Biografie
Tijdens zijn 6-jarige aanstelling als doge was Ziani actief in de reorganisatie van de stadstaat en verdeelde die in vele districten. Hij vond ook dat de politieke organen (zoals het Dogepaleis) te dicht bij de drukke en lawaaierige scheepswerf lagen. Hij loste dit probleem op door een stuk land aan de staat zelf te schenken. De werf werd daarnaartoe verplaatst.
Ziani is de eerste doge die Venetië met de zee trouwt (in 1171) door een ring die hij van de paus ontving in zee te werpen. Dit feest is bekend als Festa della Sensa, waarbij volgens de traditie een ring in het water wordt geworpen vanaf een praalschip. Het feest herdenkt oorspronkelijk een expeditie van doge Pietro II Orseolo en vindt nog steeds jaarlijks plaats. Ziani trad in 1178 terug en ging naar het klooster van San Giorgio Maggiore.

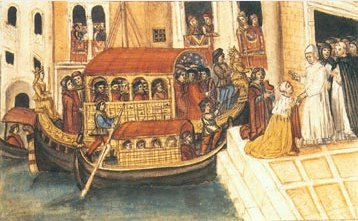
Doge Sebastiano Ziani verlaat de Bucentaur om deel te nemen aan de "Convent of Charity". miniatuur